# Hans Hästbacka
Hans Hästbacka, född 1951 i Kristinestad i Finland är en finlandssvensk författare, frilansjournalist och biolog bosatt i Haapajärvi. Hästbacka är en välkänd expertkommentator i media om frågor som rör natur och miljö.